# مروان عادل حمزة
مروان عادل حمزة (27 ديسمبر 1965 - 22 أبريل 2021) شاعر عراقي. ولد في بغداد ونشأ ودرس بها. تخرج في جامعة الموصل قسم اللغة العربية بكلية التربية، ثم عمل أستاذاً للغة العربية في معهد إعداد المعلمات. عرف بكتابة العمود الشعري ومن ثم قصيدة النثر. أصدر مجموعته شعرية الأولى «تراتيل طيور محنطة» سنة 2009. كان عضوًا في الاتحاد العام للأدباء والكتاب في العراق وقد رأس نادي الشعر في الاتحاد وحاز على عدد من الجوائز وشارك في العديد من المهرجانات والملتقيات الأدبية. توفي عن عمر 56 عامًا.

## سيرته
ولد مروان عادل حمزة النعيمي يوم 27 ديسمبر (كانون الأوَّل) 1965/ 5 رمضان 1385 بحي الفضل في بغداد ونشأ ودرس فيها. ثم نال شهادة البكالوريوس في اللغة العربية من جامعة الموصل سنة 1990. اشتغل بالتدريس اللغة العربية في معهد إعداد المعلمين في بغداد، عمل لفترة في اللجنة الإعلامية لبغداد عاصمة الثقافة العربية 2013، وخبير دار ثقافة الأطفال في وزارة الثقافة العراقية. كان عضوًا في لجنة التأليف لمناهج إعداد المعلمين في وزارة التربية، وعضو المكتب التنفيذي لاتحاد العام للأدباء والكتاب في العراق والناطق الرسمي باسم الاتحاد، وأمين عام الشؤون الثقافية العراقية والعربية. من أصدقائه هو عبد الرزاق الربيعي.

توفي مروان حمزة يوم 22 أبريل (نيسان) 2021/ 11 رمضان 1442 في بغداد. ونعاه الشعراء والوزارة الثقافة والاتحاد الأدباء العراق واتحاد الأدباء والكتاب السريان.

## شعره
تميز شعره ببساطة الاسلوب، وتحول إلى كتابة قصيدة النثر بعد أن كتب الشعر العمودي. بزر في عراق ما بعد 2003 وعدّ من الشعراء الشباب المحدثين العراقيين في القصيدة وقد حقق حضورًا كبيرًا برغم ابتعاده عن النشر. يؤطر مجموعته «تراتيل طيور محنطة» «رزمة من الأيقونات الثقافية المتصلة التي تشدد على عامية الذوق و الاستعمال العفوي للخيال، و يخلق، بوصفه كتلة ثقافية، وعيا سياسيا من خلال عملية منظمة لتذكر خبرة معيشة،  إعادة معايشتها، و إعادة تأويلها في سياق جمعي.». وتتميز هذه المجموعة بلغة شعرية جديدة تتحرك خلف السياق النصي للجمل والتعابير التي تبدو نثرية لأول وهلة. وقال عنه شوقي كريم «الذي يأخذ من القراءات التتابعية ما يحفز روحه، ويأخذ من اليوم مادة البناء النصي، ليجمع بينهما، من أجل تقديم نص، حين يتملاه المتلقي يجده الأقرب إلى الإرث وأسراره..»  وبرأي أحمد البياتي من جريدة «الشرق» العراقية أن مروان حمزة « آل على نفسه إلا أن يبث كلماته الصادقة الهادفة والمعبرة المكنونة في داخل نفسه الإنسانية التي تحمل بين ثناياها صوراً شعرية مموسقة تفوح منها رائحة الطيبة والمحبة، إنه الشاعر الحالم الذي يرنو ببصره إلى ميادين مختلفة موظفا عصارة ذهنه لخدمة الثقافة والأدب عبر نصوصه الشعرية... ».

## جوائزه وتكريمه
نال عدة جوائز في الشعر داخل العراق وخارجه، منها:
- 2006: حاز على الجائزة الأولى في الشعر في مسابقة دار الشؤون الثقافية.[14]
- 2008: حاز على الجائزة الأولى مناصفة في مسابقة محافظة بغداد.[14]
- 2009: جائزة ديوان شرق غرب عن مجموعته «تراتيل طيور محنّطة».[15]

## مؤلفاته
كان لديه خمسة مخطوطات معدة للطبع، صدرت له:
- «تراتيل طيور محنطة»، 2009
- «زفير أبيض»